# یفیم چاپلیتس

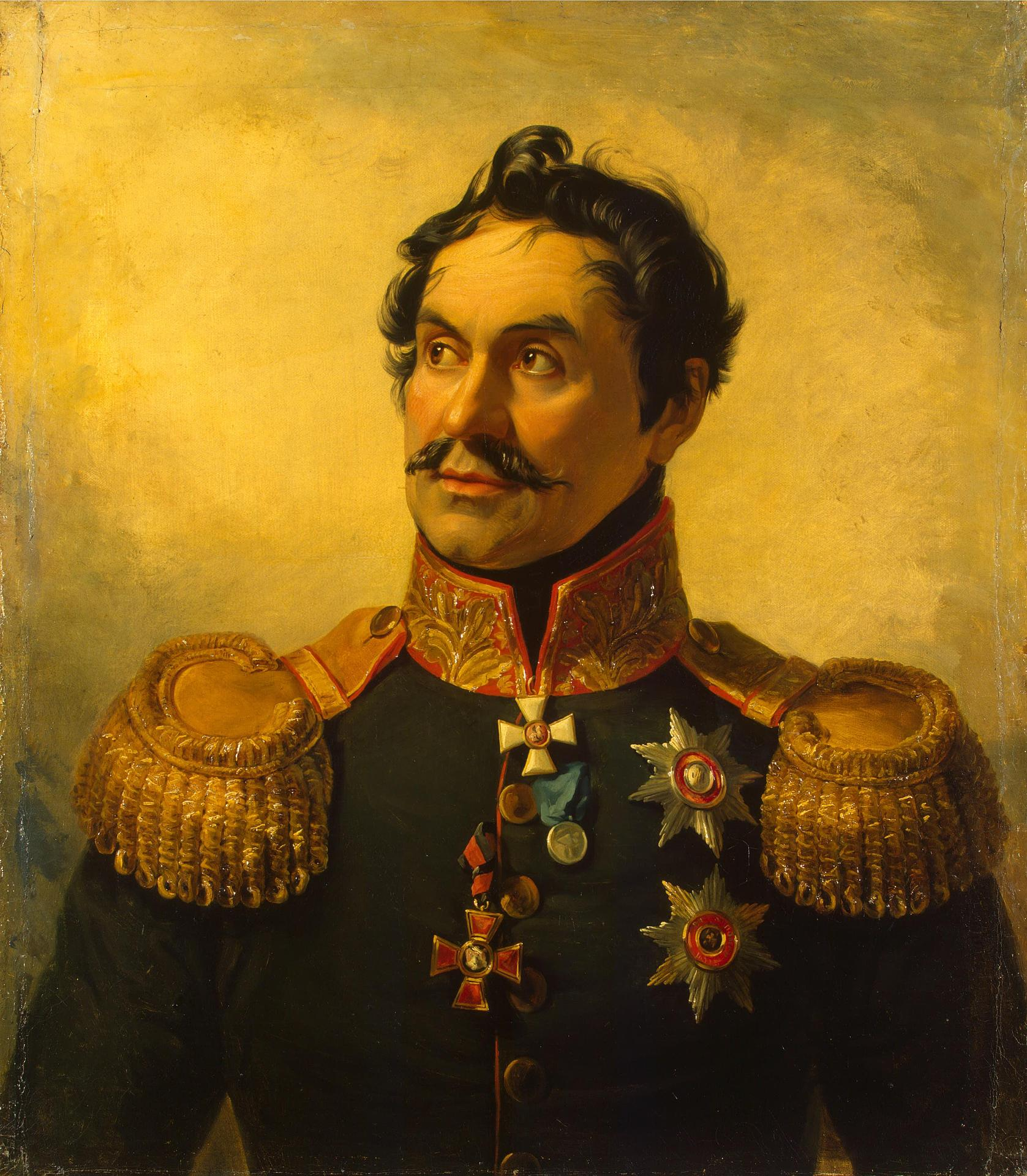
رخساره چاپلیتس اثر جورج داو

یفیم ایگناتیویچ چاپلیتس (یا تشاپلیتس؛ روسی: Ефим Игнатьевич Чаплиц؛ ۱۷۶۸–۱۸۲۵)، با نام تولد «اوفمیوش چاپلیتس»، یک فرماندهٔ نظامی لهستانی‌تبار بود که در خدمت امپراتوری روسیه قرار داشت.

## زندگی
اوفِمیوش چاپلیتس در یک خانواده نجیب‌زاده لهستانی از خاندان چاپلیتس (با نشان خانوادگی «شلختا») متولد شد و خدمت نظامی خود را در ارتش لهستان آغاز کرد، اما در ۲۶ اکتبر ۱۷۸۳ با درجهٔ «سرگرد دوم» وارد ارتش روسیه شد.
در جریان جنگ روسیه و عثمانی (۱۷۸۷–۱۷۹۲)، او در ستاد شاهزاده پوتیومکین خدمت می‌کرد و در نبردهای اوچاکوف، بندری و آکرمان شرکت داشت. به‌خاطر تصرف ایزمائیل، که در آن فرماندهی واحدهای تیرانداز (شاسور) را بر عهده داشت، نشان درجه چهارم «سنت ولادیمیر» با روبان دریافت کرد.
در سال ۱۷۹۲ او به درجهٔ سرهنگ دوم رسید و به هنگ دراگون اسمولنسک، تحت فرماندهی ژنرال میخائیل کاخوفْسکی منتقل شد. در جریان قیام کوشیشکو (۱۷۹۴)، چاپلیتس از سوی بارون ایگلستروم برای مذاکرهٔ صلح با لهستانی‌ها اعزام شد، اما در ورشو زخمی و اسیر گردید. او زود آزاد شد و در لشکرکشی به  ایران در سال ۱۷۹۶ شرکت کرد؛ جایی که فرماندهی هنگ‌های قزاق «گربنسک» و «سمینی» را بر عهده داشت. نیروهای او شهرهای دربند و باکو را تصرف کردند و به همین دلیل، چاپلیتس در ۱۳ ژوئن ۱۷۹۶ به درجهٔ سرهنگ ارتقا یافت.
با جلوس امپراتور پاول اول به تخت سلطنت، ارتش به روسیه بازگردانده شد و چاپلیتس در ۲۷ فوریه ۱۷۹۸ از خدمت نظامی برکنار گردید. با این حال، در ۲۷ مارس ۱۸۰۱، تنها چهار روز پس از به تخت نشستن امپراتور الکساندر یکم، او دوباره به خدمت بازگردانده شد و درجهٔ سرلشکری گرفت. سپس در ۱۱ نوامبر ۱۸۰۳ به همراهان امپراتوری منصوب شد.
در جریان لشکرکشی ۱۸۰۵، او فرماندهی پیش‌قراول سپاه شاهزاده پیوتر باگراتیون را بر عهده داشت و در نبردهای لامباخ، آمشتتن (که در ۲۴ ژانویهٔ ۱۸۰۶ به پاس آن نشان درجهٔ سوم «سنت جرج» را دریافت کرد) و شون‌گرابِرن شرکت نمود. پس از نبرد آسترلیتس، او مسئولیت پوشش عقب‌نشینی ارتش روسیه را بر عهده گرفت.
وی در ۲۳ ژوئیهٔ ۱۸۰۶ به فرماندهی هنگ هوسار پاولوگراد منصوب شد و در ۲۳ اکتبر ۱۸۰۶ فرماندهی یک تیپ سواره‌نظام را بر عهده گرفت. چاپلیتس در کارزار پروس شرکت داشت و در نبردهای گولیمین و آلنشتاین خودی نشان داد و به مدت دو هفته به‌عنوان فرماندار کونیگسبرگ خدمت کرد.
از اکتبر ۱۸۰۹ تا ژوئیهٔ ۱۸۱۰، چاپلیتس فرماندهی لشکر هفتم را بر عهده داشت و در نوامبر ۱۸۱۰، فرماندهی سپاه ذخیرهٔ سواره‌نظام را به دست گرفت. او از فوریه تا مارس ۱۸۱۱ فرماندهی لشکر چهارم سواره‌نظام و در مه ۱۸۱۱ فرماندهی لشکر هشتم سواره‌نظام را عهده‌دار شد.
در ۷ آوریل ۱۸۱۲، او به‌عنوان فرماندهٔ سپاه سوم ذخیرهٔ سواره‌نظام در ارتش دوم ذخیرهٔ مراقبت منصوب شد. چاپلیتس در کوبرین و اسلونیم نیروهای ساکسونی را شکست داد و یک ژنرال، ۶۶ افسر و ۲۳۰۰ سرباز را به‌همراه ۴ پرچم و ۸ توپ به اسارت گرفت.
به پاس این پیروزی‌ها و دیگر نبردها، در سپتامبر ۱۸۱۲ به فرماندهی سپاه پیاده‌نظام ارتش سوم منصوب شد و علیه گارد لیتوانیایی تحت فرمان ژنرال کونوپکا وارد عمل گردید.
در ۱۲ نوامبر ۱۸۱۲، او به درجهٔ سپهبد (لِیوتنانت ژنرال) ارتقا یافت و فرماندهی پیش‌قراول ارتش دریاسالار پاول چیچاگوف را در حرکت به‌سوی رود برِزینا بر عهده گرفت. در ۲۶ نوامبر ۱۸۱۲ در نبرد بوریسوف با فرانسوی‌ها جنگید و از ناحیهٔ سر به‌طور سطحی زخمی شد. او در ۲۸ نوامبر ۱۸۱۲ شهر ویلنا را تصرف کرد.
در سال ۱۸۱۳، چاپلیتس در تورون خدمت کرد، فرماندهی سواره‌نظام ارتش لهستان را بر عهده گرفت و در نبرد لایپزیگ جنگید. در سال ۱۸۱۴، او در محاصرهٔ هامبورگ شرکت داشت و در ۱۸ آوریل ۱۸۱۴ فرماندهی سپاه سوم ارتش لهستان را بر عهده گرفت. در سال ۱۸۱۷، چاپلیتس به فرماندهی لشکر سوم هوسار رسید. او در ۲۷ فوریهٔ ۱۸۲۳ از فرماندهی معاف شد.
در طول دوران خدمتش، نشان‌های متعددی دریافت کرد، از جمله: نشان عقاب سرخ پروس، نشان لژیون دونور فرانسه، نشان روسی الکساندر نِفسکی، نشان درجه یک سنت آنا با الماس، نشان درجه دوم سنت ولادیمیر، و همچنین یک شمشیر طلایی مزین به الماس.